# Albert-Gustave Leveque
Albert-Gustave Leveque, francoski general, * 1881, † 1953.